# أفيخاي ماندلبليت
أفيخاي ماندلبليت (بالعبرية: אביחי מנדלבליט)‏ (29 يوليو 1963 في تل أبيب - ) عسكري وقانوني إسرائيلي، يعمل حاليًا المدعي العام لإسرائيل. خدمَ سابقًا لمدةٍ طويلة في النظام القانوني للجيش الإسرائيلي، حيثُ عمل المحامي العسكري العام في الفترة ما بين 2004-2011. في فبراير 2016 عُين مدعيًا عامًا لإسرائيل حتى عام 2022.